# Аршан-Булг
Арша́н-Булг (калм. Аршан-Булг) — посёлок в Целинном районе Калмыкии. Административный центр Целинного сельского муниципального образования. Расположен в балке Омн-Нур, в 46 км к северо-северо-востоку от села Троицкое.
Население — 480 человек (2014).
Основан во второй половине XIX века.

## История
Посёлок расположен в урочище Боодг на территории бывшего Бага-Чоносовского аймака Манычского улуса. Оседлый посёлок в урочище Боодг возник, скорее всего, во второй половине XIX века в связи со строительством комплекса зданий Бага-Чоносовского хурула. Большое красивое сюме (главный храм) находилось посредине площади, вокруг которой располагались жилища гелюнгов. Здесь же находились постройки торговцев.
Первоначально Бага-Чоносовский хурул был кочевым. В начале 18 века хурул располагался в калмыцких урочищах на реке Джурак (сейчас Ростовская область). Основан по инициативе зайсанга Таскира (одного из рода Дондуковых), который в 1758 году снарядил делегацию, которая побывала в Тибете у Далай-ламы и получила разрешение на строительство Бага-Чоносовского хурула. Далай-лама пожаловал хурулу имя Галдан Раши Чолонг.
В 1871 году по инициативе зайсанга Дондукова при хуруле была открыта аймачная школа. В 1908 году построено новое здание школы. В школе преподавание велось на русском и калмыцком языках, преподавали зая-пандитскую письменность.
Бага-Чоносовский хурул был разрушен вскоре после закрытия, в 1930 году. В настоящее время усилиями багачоносовцев хурул восстановлен. Он располагается в поселке Бага-Чонос.
В 1922 году на базе народной школы Багачоносовского аймака был открыт интернат для детей кочевников. В 1930 году в посёлке был организован калмыцкий животноводческий совхоз имени X. Джалыкова, один из крупнейших в то время. По данным 1931 года в нём числилось пять тысяч голов крупного рогатого скота и около 100 тысяч овец. В 1936 году местная школа была преобразована в семилетнюю. В 1937 году совхоз был преобразован в Зональную опытную станцию.
В годы Великой Отечественной войны посёлок был кратковременно оккупирован. Всего на фронтах войны погибло более 80 человек, уроженцев поселка Целинный.
28 декабря 1943 года население было депортировано по национальному признаку — калмыки. Посёлок, как и другие населённые пункты Троицкого улуса был передан в состав Астраханской области, в 1952 году — в состав Ставропольского края.
После депортации калмыков зональная станция была преобразована в совхоз «Степной». На картах того периода посёлок обозначался под названием Степновский.
Указом Президиума Верховного Совета РСФСР от 12 января 1957 года посёлок Степной Целинного района переименован в посёлок Целинный. В том же году в посёлок начали возвращаться калмыки. 16 сентября 1958 года центр Целинного района был перенесён из посёлка Целинного в село Троицкое. В посёлке была размещена центральная усадьба совхоза «Западный». С 1957 года на базе семилетней была создана Целинная средняя школа. В 1970 году школа переехала в типовое двухэтажное здание.
В 2005 году было посёлку было присвоено название Аршан-Булг.

## Физико-географическая характеристика
Посёлок расположен в пределах Ергениской возвышенности, являющейся частью Восточно-Европейской равнины, в балке Омн-Нур. Средняя высота над уровнем моря — 57 м. Рельеф местности равнинный. Большая часть посёлка расположена на левом склоне балки.
По автомобильной дороге расстояние до столицы Калмыкии города Элиста составляет 59 км, до районного центра села Троицкое — 46 км. Ближайший населённый пункт — посёлок Дубравный, расположенный в 2,8 км к юго-западу от посёлка Аршан-Булг. К посёлку имеется асфальтированный подъезд от федеральной автодороги Волгоград — Элиста Р22 (16 км).
Согласно классификации климатов Кёппена-Гейгера посёлок находится в зоне семиаридного климата (индекс Bsk). Среднегодовая норма осадков — 319 мм, температура воздуха — 9,6 °C. В окрестностях посёлка распространены светлокаштановые почвы различного гранулометрического состава в комплексе с солонцами.

## Население
В конце 1980-х в посёлке проживало около 660 человек.
| 2002 | 2010 | 2012 | 2014 |
| ---- | ---- | ---- | ---- |
| 481  | ↗494 | ↘483 | ↘480 |

Этнический состав
| Национальность | Численность (2010) | Процент |
| -------------- | ------------------ | ------- |
| Калмыки        | 363                | 74,1%   |
| Русские        | 70                 | 14,3%   |
| Чеченцы        | 25                 | 5,1%    |
| Даргинцы       | 18                 | 3,7%    |
| Украинцы       | 8                  | 1,6%    |
| Грузины        | 6                  | 1,2%    |
| Всего          | 490                | 100%    |

## Социальная сфера
В посёлке имеется несколько магазинов, действуют дом культуры и библиотека. Среднее образование жители посёлка получают в Целинной образовательной средней школе имени К. Эрендженова, дошкольное — в детском саду «Байр». Медицинское обслуживание жителей обеспечивают фельдшерско-акушерский пункт и Целинная центральная районная больница, расположенная в селе Троицкое.
Посёлок электрифицирован и газифицирован.

## Достопримечательности
- Субурган в честь князей Дондуковых. Ступа Просветления возведена и освящена в 2002 году.
- Усадьба князя Дондукова с садом

## Известные жители и уроженцы
- Ильцаранова, Валентина Бадминовна (16.10.1939, Аршан-Булг — 14.01.2010, Элиста) — Заслуженная артистка РСФСР, Народная артистка Российской Федерации, Почётный гражданин Республики Калмыкия.